# I racconti del faro
I racconti del faro è una miniserie televisiva per ragazzi in quattro episodi, trasmessa in Italia nel 1967, prodotta dalla Rai presso il Centro di Produzione di Napoli, con la regia di Angelo D'Alessandro che ne curò anche il soggetto e la sceneggiatura. Andava in onda il martedì pomeriggio sul Programma Nazionale.

## Produzione
Il regista Angelo D'Alessandro era stato l'ideatore, nel 1965, anche di un altro sceneggiato TV per ragazzi, in tre puntate, dal titolo Il vecchio e il faro, mandato in onda dalla RAI ogni lunedì sul Programma Nazionale (prima puntata 29 novembre 1965, seconda puntata 6 dicembre 1965 e terza puntata 13 dicembre 1965). Lo sceneggiato ebbe un grande successo e fu premiato al Gran Prix Jeunesse a Monaco di Baviera, tanto da venire replicato nel 1967 per lanciare ogni martedì pomeriggio i nuovi quattro episodi dello sceneggiato stavolta intitolato I racconti del faro. 
Gli interpreti principali della serie sono Roberto Chevalier e Fosco Giachetti, la voce del narratore è di Mariano Rigillo. Altri attori presenti nel cast sono Andrea Checchi, Loris Gizzi, Enrico Lazzareschi e Nino Di Napoli.
La chitarra di sottofondo è di Mario Gangi che nel 1965 aveva partecipato a Chitarra amore mio.
Le scene sono dello scenografo Giuliano Tullio.

## Trama
Gli episodi della serie TV hanno come protagonisti Libero (Fosco Giachetti) e suo nipote Giulio (Roberto Chevalier). Il burbero e solitario Libero è il guardiano di un faro sito su di un’isola deserta, con la sua ricetrasmittente, unico legame costante con la terraferma a meno delle visite che riceve per approvvigionamenti. Il giovane Giulio torna a trascorrere le sue vacanze estive con lo zio Libero e, dall'interno di un faro di un'isola deserta, in un'atmosfera da thriller o giallo-mistero, partecipano insieme ad avventure umane e marine, alle prese con cataclismi naturali, naufraghi, tesori nascosti e criminali in fuga.
Palese ma intrigante è il contrasto fra i due protagonisti, che si vogliono bene ma che appartengono a generazioni diverse e qualche volta entrano in conflitto: lo zio è un personaggio chiuso in sé stesso, perfettamente rispondente al rigido ruolo del solitario guardiano di faro, mentre il giovane nipote è un tipo curioso, desideroso di conoscere e di sperimentare.

## Lista degli episodi
- Episodio 1 - La tromba marina - 39 min - trasmesso il 23 maggio del 1967
- Episodio 2 - Il naufrago in 2 puntate - 68 min - trasmesse il 30 maggio 1967 ed il 6 giugno 1967
- Episodio 3 - Luca il marinaio - 37 min - il 13 giugno 1967
- Episodio 4 - Il segreto della bottiglia - 80 min - in 2 puntate il 20 ed il 27 giugno 1967

Dato il notevole successo, la serie venne replicata dalla RAI due volte: dal 4 giugno al 9 luglio del 1969 e dal 13 settembre al 10 ottobre del 1972.

## Scenografie e riprese esterne
In considerazione della specifica architettura dei fari, lo scenografo Giuliano Tullio si documentò per ricostruirli minuziosamente, con strutture elicoidali avvolgenti, selezionando i vari passaggi e ambienti. La particolarità era proprio nello sviluppo elicoidale della scena che permetteva, stando nel piano dello studio TV, di ottenere l’effetto di ascensione lungo la torre del faro: un'impostazione scenica tuttora perfettamente valida. Alla testa c’era la lanterna con l’ottica di Fresnel girevole che fu fornita dalla MARIFARI di Napoli, il comando di zona dei fari e dei segnalamenti marittimi della Marina Militare. Per rendere le scene più realistiche, la documentazione sulle ottiche, sul tipo di lanterne e sui segnalamenti marittimi arrivò dalla Marina Militare.
Gli esterni sono stati girati presso il Faro della Rotonda della Madonna sull'isola di Ponza, situato a picco sul mare in un contesto paesaggistico di grande interesse. Il regista D'Alessandro fu ospite a Ponza per due giorni al Faro della Guardia per vedere ed ascoltare la vita di un fanalista. A causa di cattivo tempo le riprese esterne sono state fatte conseguentemente al faro Rotonda della Madonna e in altri scorci caratteristici di Ponza.